# Encarsia coimbatorensis
Encarsia coimbatorensis är en stekelart som beskrevs av Hayat 1989. Encarsia coimbatorensis ingår i släktet Encarsia och familjen växtlussteklar. Inga underarter finns listade i Catalogue of Life.